# جامعة نيويورك أبو ظبي
جامعة نيويورك أبوظبي
(New York University Abu Dhabi, NYUAD) هي جامعة بحثية مانحة لشهادات الدراسات الليبرالية (الفنون الحرة). تقع في أبوظبي, في الإمارات العربية المتحدة. بالتعاون مع جامعة نيويورك، يمثل مقر الجامعة في أبوظبي جزءا الشبكة العالمية لجامعة نيويورك. تم افتتاح الحرم الجامعي في أبوظبي في سيبتمبر 2010 و يقع في منطقة وسط المدينة.

## التاريخ والخلفية
في أكتوبر من عام 2007 أعلنت جامعة نيويورك عن نيتها لفتح حرم جامعي كامل في أبوظبي، بتمويل من حكومة أبوظبي. تم التخطيط للحرم الجامعي في أبوظبي من قبل جامعة نيويورك، وجاء التمويل الرئيسي من حكومة الإمارات العربية المتحدة. تم افتتاح الجامعة لأول مرة عام 2008 بموقع مؤقت في وسط مدينة أبوظبي، وعقدت الجامعة منذ حينها عدد من الفعاليات العامة كالمؤتمرات الأكاديمية، ورشات العمل، والعروض الفنية. تم قبول الدفعة الأولى المكونة من 150 طالبا في سبتمبر 2010 حتى عام 2010، وفرت الجامعة تخصصات في الفنون الليبرالية والعلمية بما فيها الهندسة.
تخطط جامعة نيويورك لنقل الحرم الجامعي في أبوظبي إلى موقع جديد بحلول عام 2014 وتخطط لزيادة عدد طلابها إلى ألفي طالب. كما وتعمل الجامعة على فتح كلية للدراسات العليا وجعل الجامعة مقرا للبحوث العلمية. الحرم الجامعي الجديد سيكون في منطقة مارينا على جزيرة السعديات بتصميم من المهندس المعماري الأروغواني رافايل فينولي.
عين ألفرد بلوم الرئيس السابق لجامعة سوراثمور لقيادة جامعة نيويورك أبوظبي في سبتمبر 2008، وفي عام 2020 عُين أرلي بيترز عميدًا للجامعة.

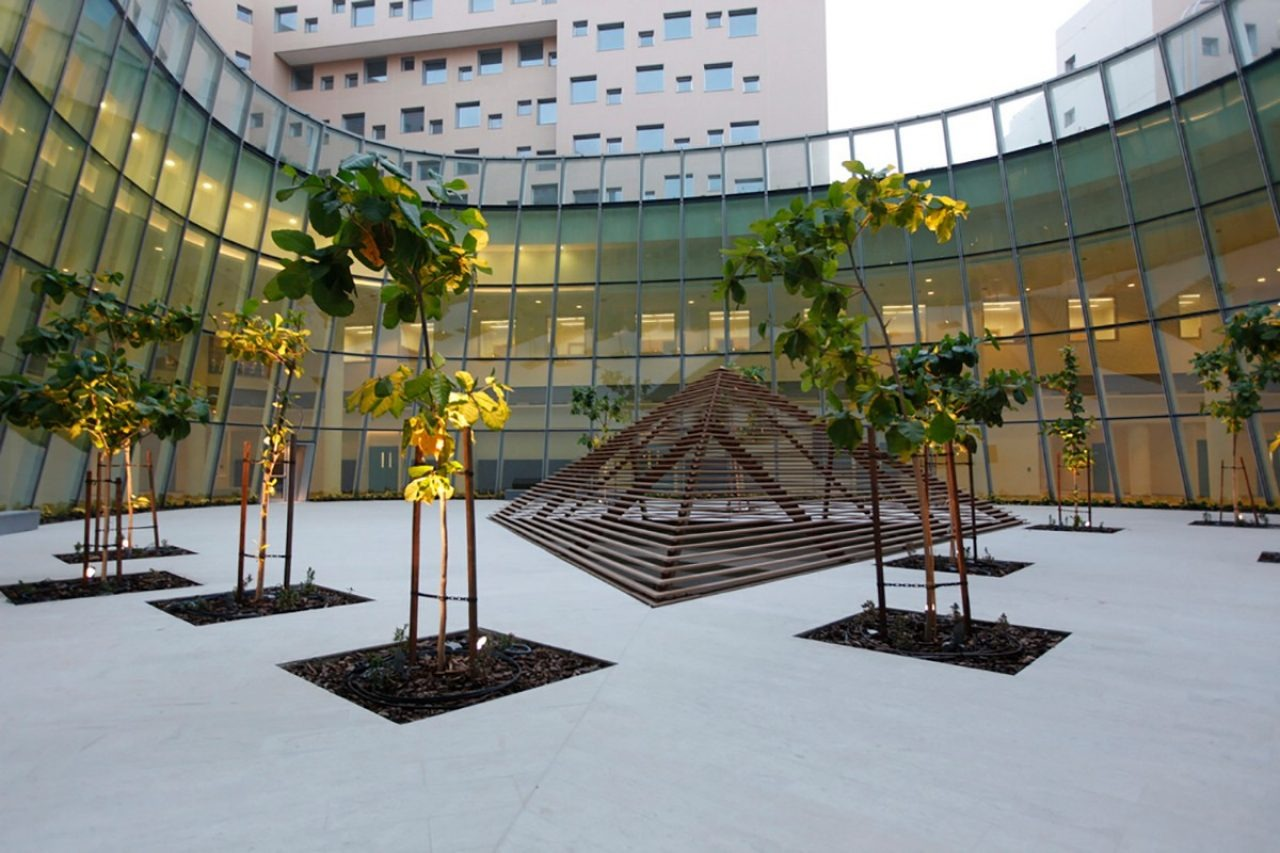
جامعة نيويورك أبوظبي

كانت جامعة نيويورك أبوظبي محاطة بالجدل حول الحرية الأكاديمية المقدمة في الحرم الجامعي. أصبح رئيس الوزراء البريطاني السابق ، ديفيد كاميرون ، جزءًا من الجامعة في يناير 2023 ، عندما تم تعيينه لتدريس السياسة لمدة ثلاثة أسابيع. تم استدعاء الجامعة لفرض رقابة على الكتب الدراسية وعدم السماح بدخول موظفي جامعة نيويورك لانتقادها الإمارات العربية المتحدة.
في حفل التخرج في مايو 2024، تم احتجاز طالب جامعي لدى الشرطة وتم ترحيله من الإمارات العربية المتحدة لارتدائه كوفية فلسطينية والهتاف "فلسطين حرة!". قامت الجامعة بتقييد المظاهرات المؤيدة للفلسطينيين، وعرض العلم الفلسطيني وارتداء الكوفية. أثرت حوادث مماثلة على الطلاب الذين كانوا يتطلعون إلى شراء الكوفية بكميات كبيرة لجمع التبرعات وتنظيم وقفات احتجاجية من أجل غزة. واتهمت الجامعة بعدم حماية أعضاء هيئة التدريس والموظفين والطلاب من الاعتقالات والاستجوابات والترحيل. وقالت جامعة نيويورك إنها لا تملك سلطة على تصرفات وقرارات الإمارات العربية المتحدة. كما واجهت الجامعة انتقادات لموازنة التعليم الأمريكي للفنون الليبرالية مع قوانين التعبير الصارمة في الإمارات العربية المتحدة، واستخدام العمال المهاجرين لبناء الحرم الجامعي في ظل ظروف سيئة. في عام 2017، قطع قسم الصحافة في جامعة نيويورك أيضًا العلاقات مع جامعة نيويورك أبوظبي بعد أن رفضت الإمارات العربية المتحدة منح تأشيرات لأستاذين.

## الحرم الجامعي والمواقع

### برج سما

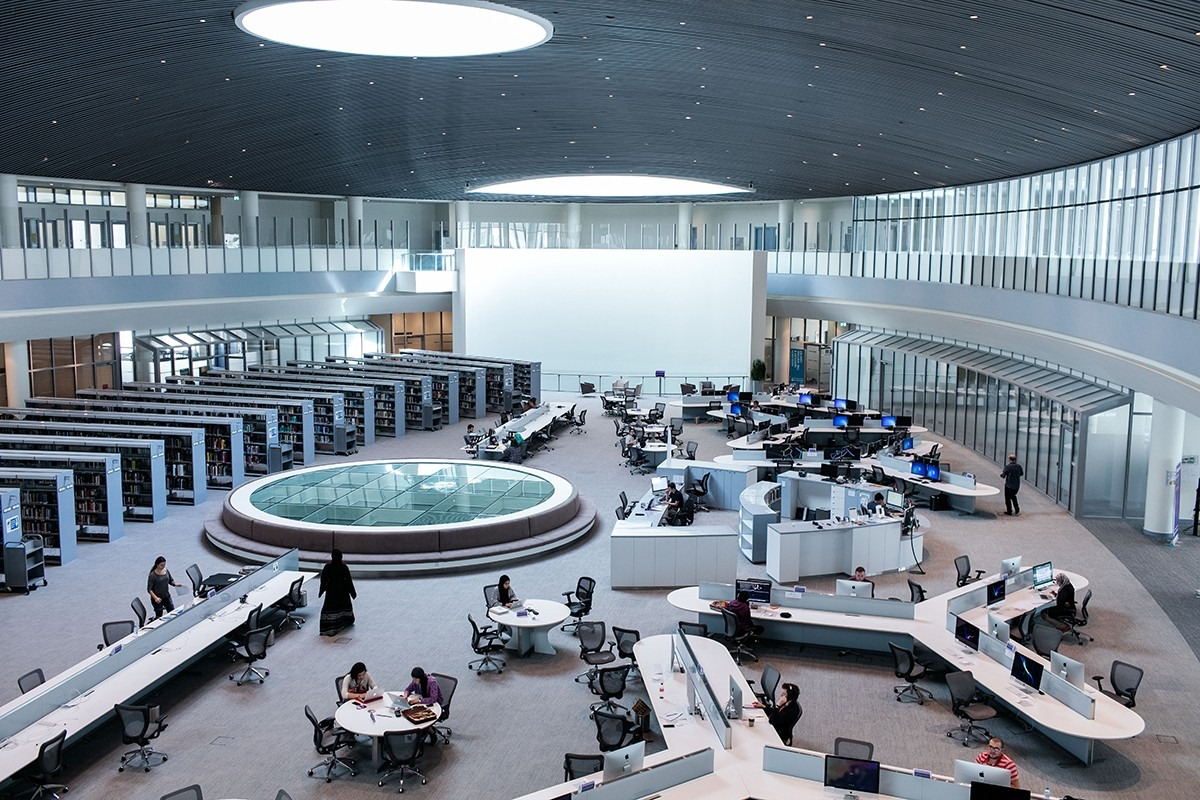
مكتبة جامعة نيويورك أبوظبي

يعيش طلاب الجامعة والموظفين واعضاء الهيئة التدريسية بشكل رئيسي في برج سما الذي يقع قريبا من الحرم الجامعي في وسط المدينة. تم تجهيز برج سما للسكن ويتضمن مرافق الطعام والفن والرياضة الموفرة حصرا لأعضاء جامعة نيويورك ابوظبي. كما ويحتوي المبنى على صفوف دراسية وغرف موسيقية وصالات عامة ومركز صحي. و سيتم تجهيز المبنى بمركز للتسجيل الصوتي قريبا. يعيش الطلاب في طوابق حصرية، اما في شقق فردية أو شقق مكونة من غرفتي نوم مع صالات عامة وحمامات ومطابخ صغيرة. يشكل منتسبي الجامعة النسبة الأكبر من سكان برج سما.

### الحرم الجامعي في وسط المدينة
تم افتتاح الحرم الجامعي عام 2009. و هو على مقربة من كورنيش أبو ظبي وموقع الحصن. يقوم الطلاب والهيئة التدريسية بتنفيذ الأعمال الأكاديمية في الحرم الجامعي المؤقت حتى يتم تجهيز الحرم الجامعي الجديد على جزيرة السعديات. يوفر الحرم الجامعي مكتبة من طابقين مجهزة بوسائط التواصل المتعددة وامكانية استخدام مكتبة Bobst في نيويورك. كما ويوفر غرف اجتماعات، صفوف دراسية، قاعة طعام ومقهى، مكاتب للهيئة التدريسية إضافة لحديقة تحت اسم ماريت ويسترمان، أول عميدة للجامعة. و للحرم الجامعي، بالتعاون مع جامعة الامارت مركز لدراسات اللغويات والعلوم العصبية.

### مركز مختبرات العلوم والهندسة
توجد مختبرات العلوم والهندسة في مركز العلوم والهندسة CSE. و تبلغ مساحة المركز 53800 قدم مربع ويحتوي على مختبرات للعلوم والهندسة والفنون. كما ويحوي على مكاتب لأعضاء هيئة التدريس ومخزن للمواد المكتبية ومختبر لوسائل الاعلام الرقمية وصالات اجتماع وغرف مؤتمرات.

### 19 واشنطن سكوير بارك
من موقعه في قرية جرينويتش على ساحة واشنطن بارك في مدينة نيويورك، يمثل هذا المبنى بوابة لجامعة نيويورك أبوظبي. بمساحة تبلغ 11400 قدم مربع، يمثل هذا المبنى مقرا لطلاب الجامعة واعضاء الهيئة التدريسية والادارية في نيويورك ومركزا للاتصال بين الحرمين الجامعيين. يحتوي هذا المبنى على غرف تتيح التواصل المرئي والمسموع بين صفوف دراسية في نيويورك ومثيلاتها في أبوظبي. كما ويحتوي المبنى على مركز اعلامي وقاعات للمؤتمرات ومعارض ومكاتب لموظفي جامعة نيويورك أبوظبي.

### الحرم الجامعي على جزيرة السعديات
الحرم الجامعي على جزيرة السعديات قيد الإنشاء . و سيكون ضمن المنطقة الثقافية المخطط لها والتي ستحوي على فروع لمتحفي اللوفر وغاغينهايم. عمل المهندس رافايل فينلوي، المخطط الرئيسي للحرم الجامعي، على الجمع بين عناصر قرية جرينويتش في نيويورك وبيئة القرى الإسلامية التقليدية في تصميمه الجديد للحرم الجامعي.

## الشؤون الأكاديمية
كجامعة بحثية وكلية للدراسات الليبرالية توفر جامعة نيويورك في أبوظبي 17 تخصص في مجالات الآداب والعلوم الإنسانية، والعلوم الاجتماعية، والعلوم الطبيعية، والهندسة، والرياضيات. يتخرج طلاب الجامعة بشهادة بكلوريوس في العلوم أو الفنون. كمتطلب للتخرج يقوم الطلاب بأخذ مواد في منهاج الدراسات الاساسية والتي تشمل مواضيع الأدب العالمي والدراسات الاجتماعية والفنون والعلوم الطبيعية. كما ويقوم الطلاب خلال فترة دراستهم بأخذ مادة خلال ثلاث اسابيع تدرس في شهر يناير وتعد من ضمن خطتهم الدراسية. كما تتضمن الدراسة عمل مشروع تخرج في السنة الدراسية الأخيرة تشابه أطروحات الدراسات العليا. بالإضافة إلى ذلك يتم تحفيز الطلاب على امضاء فصلين دراسيين في أحد مواقع شبكة جامعة نيويورك العالمية في كل من أكرا، برلين، فلورنسا، لندن، مدريد، باريس، براغ، وشنغهاي. و توفر الجامعة العديد من الزيارات العلمية الإقليمية داخل دولة الإمارات العربية المتحدة ودول أفريقيا والشرق الأوسط وغرب آسيا.
هذا وسيتم انتقاء عدد من خريجي جامعة نيويورك أبوظبي لمنحهم اعتبارات تسهيليه للالتحاق في برامج الدراسة العليا في جامعة نيويورك.
في المستقبل القريب ستقوم الجامعة بتقديم برامج في الدراسات العليا والدراسات التنفيذية.

### معدلات القبول
وفقا Inside Higher Ed تعد جامعة نيويورك أبوظبي من بين الجامعات الأكثر انتقائية في العالم. في عامها الأول استقبلت الجامعة أكثر من 9048 طلب للالتحاق تم قبول 189 منها بمعدل قبول بلغ 2.1 بالمئة. و شهد العام الثاني معدل قبول أعلى بقليل بلغ 2.6 بالمئة.
تلقت جامعة نيويرك أبوظبي خلال عام 2012 ما يبلغ عدده 15489 طلبا للالتحاق تتنافس على 150 مقعدا. و بالنظر إلى معدل القبول الذي بلغ 0.9 بالمئة يمكن اعتبار الجامعة على انها واحدة من الأكثر تنافسية في العالم.

### الحياة الجامعية
في السنة الأولى تم قبول 148 طالب من أكثر من 40 دولة مختلفة. في حين أن السنة الثانية تكونت من 161 طالب من 60 جنسية مختلفة يتكلمون أكثر من 55 لغة. و في السنة الثالثة تم قبول طلاب من 66 دولة مختلفة ليرتفع عدد اللغات المستخدمة من قبل الطلاب إلى 89 لغة. يسهم هذا كله في التعددية الثقافية المميزة في جامعة نيويورك أبو ظبي.

### المنح الدراسية
بتمويل من الامارة المضيفة، أبوظبي، تقدم جامعة نيويورك أبوظبي مساعدات مالية تشابه تلك المقدمة من أفضل الجامعات الأمريكية. هذا وضمنت الجامعة للطلاب وعائلاتهم عدم اتخاذ أي ديون اضافية لتمويل تعليمهم. و للالتزام بهذا المبدأ تقبل الجامعة طلبات القبول بغض النظر عن الحاجة المادية.
و تقدم الجامعة منتحين. أولهما برنامج الشيخ محمد بن زايد للعلماء وثانيهما منحة الشيخ محمد بن زايد للطلاب الأوائل في الدراسة الثانوية. و الهدف من المنتحتين استغلال طاقات المجتمع المحلي. يخصص برنامج الشيخ محمد بن زايد للعلماء لطلاب المرحلة الجامعية في مؤسسات التعليم العالي داخل الإمارات العربية المتحدة (من هم ليسوا طلابا في جامعة نيويورك أبوظبي) و يحصل الملتحقين على دورات أكاديمية وتدريب على اللغة الإنجليزية والتدريب على مهارات القيادة. كما ويسافرون إلى الولايات المتحدة الأمريكية لرؤية الحرم الجامعي في نيويورك.
أما منحة الشيخ محمد بن زايد للطلاب المتفوقين في الثانوية العامة فيستهدف الطلاب في الإمارات العربية المتحدة ممن هم يكملون دراستهم الثانوية. و يتلقى هؤلاء الطلاب دروسا في اللغة الإنجليزية والرياضيات ومهارات القيادة والاستعداد على الاختبارات.

### الرياضة
تطور حاليا جامعة نيويورك أبوظبي مرافق رياضية مجهزة بالكامل في الحرم الجامعي الجديد على جزيرة السعديات. و في الوقت الراهن يعتمد القسم الرياضي في الجامعة على الملاعب الرياضية في مدينة أبوظبي وماحولها. مثل نادي الضباط ومدرسة المنى الابتدائية والكورنيش واماكن أخرى متاحة حسب الضرورة. و تقدم الجامعة حاليا رياضات التجديف، الكركيت، كرة القدم، الرجبي، الكارتينج، التزلج على الجليد، كرة الطاولة, الكابويرا, كرة الطائرة، الغوص، الاسكواتش، ألعاب القوى، والفريسبي. كما وتنظم الجامعة، عن طريق المبادرات الطلابية، فعاليات رياضية أخرى خلال مناسبات معينة كرياضة ركوب الخيل والتجديف، وتسلق الصخور، والكارتينج.
كما وتشارك الجامعة في العديد من الفعاليات الرياضية في الإمارات وفي دول الإقليم.

## معرض الصور

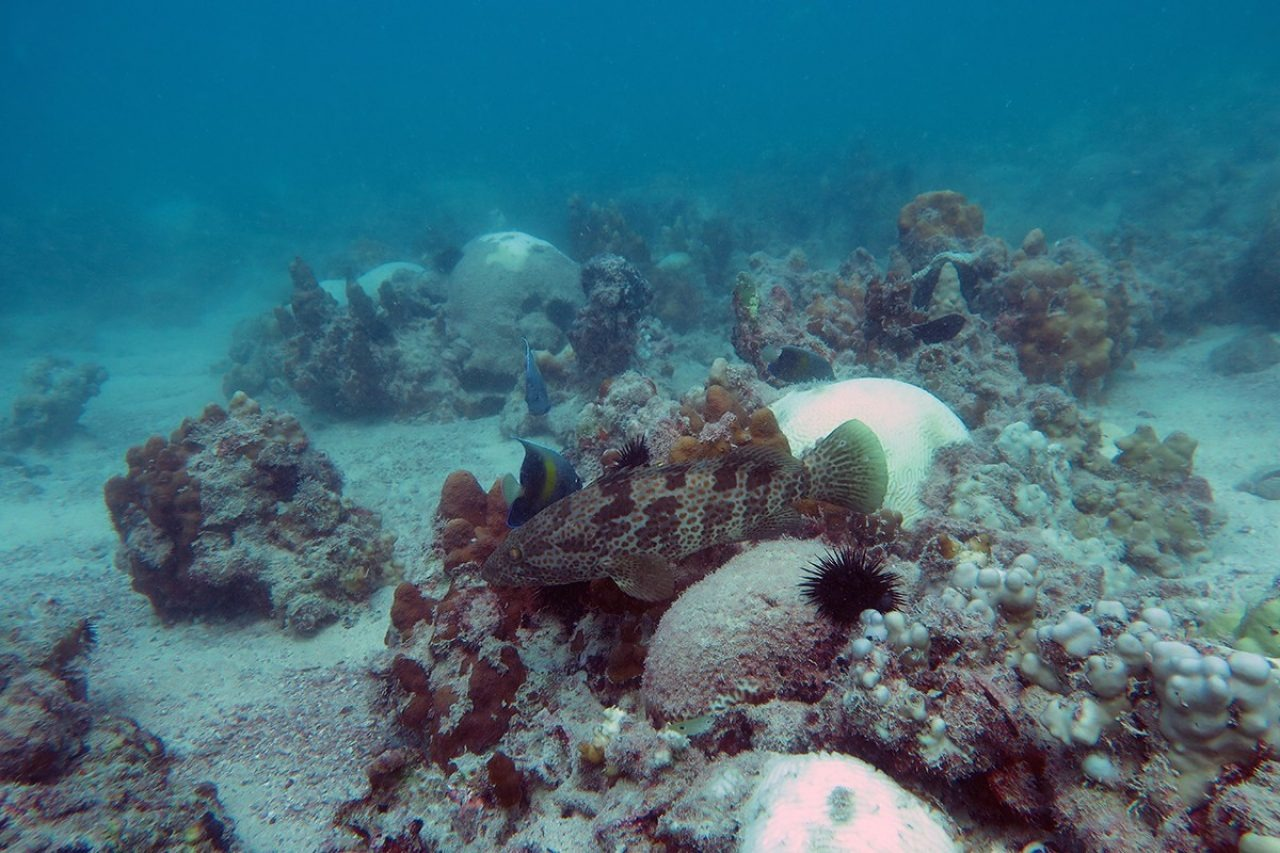
مخبر البيولوجيا البحري في جامعة نيويورك أبو ظبي
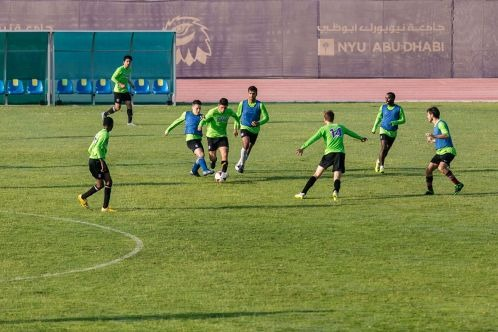
ملعب كرة القدم في جامعة نيويورك أبو ظبي
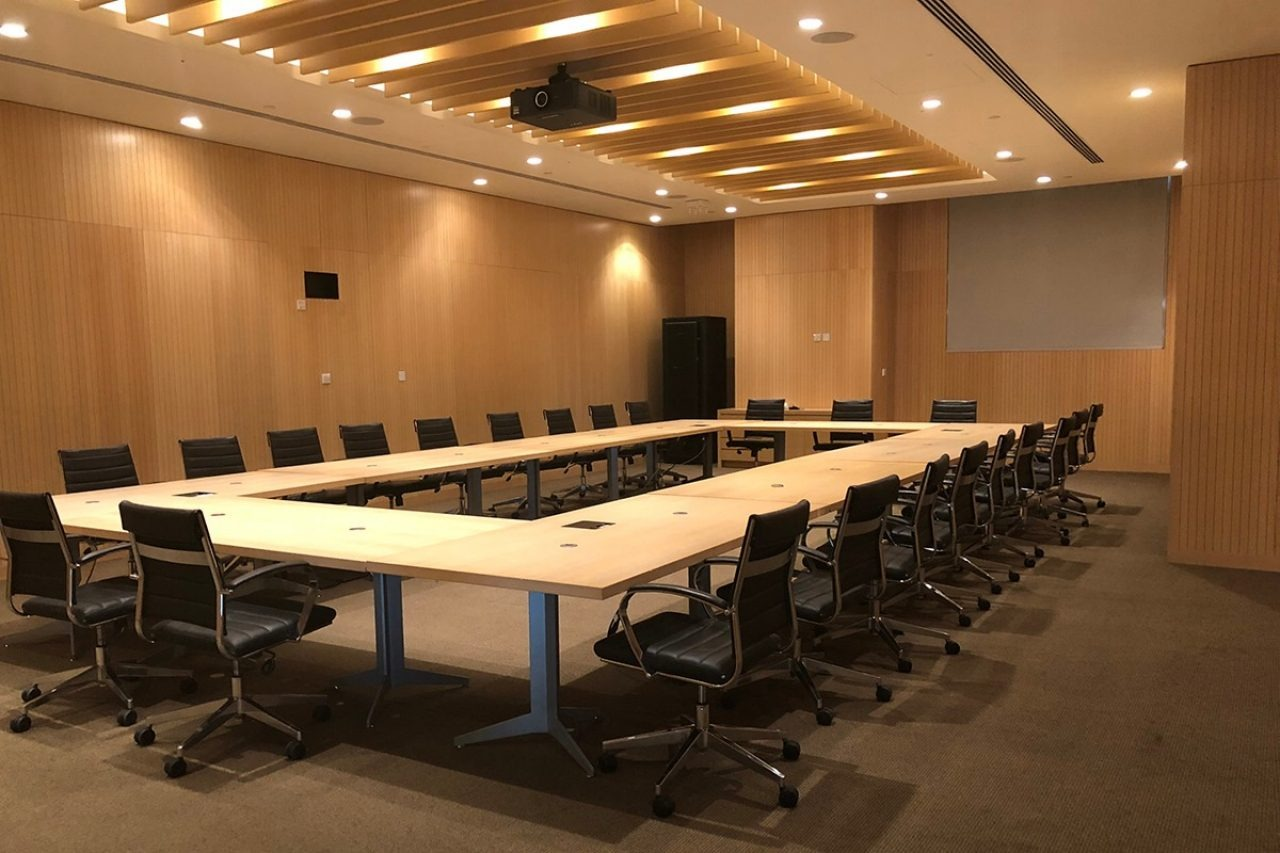
غرفة صفية في جامعة نيويورك أبو ظبي
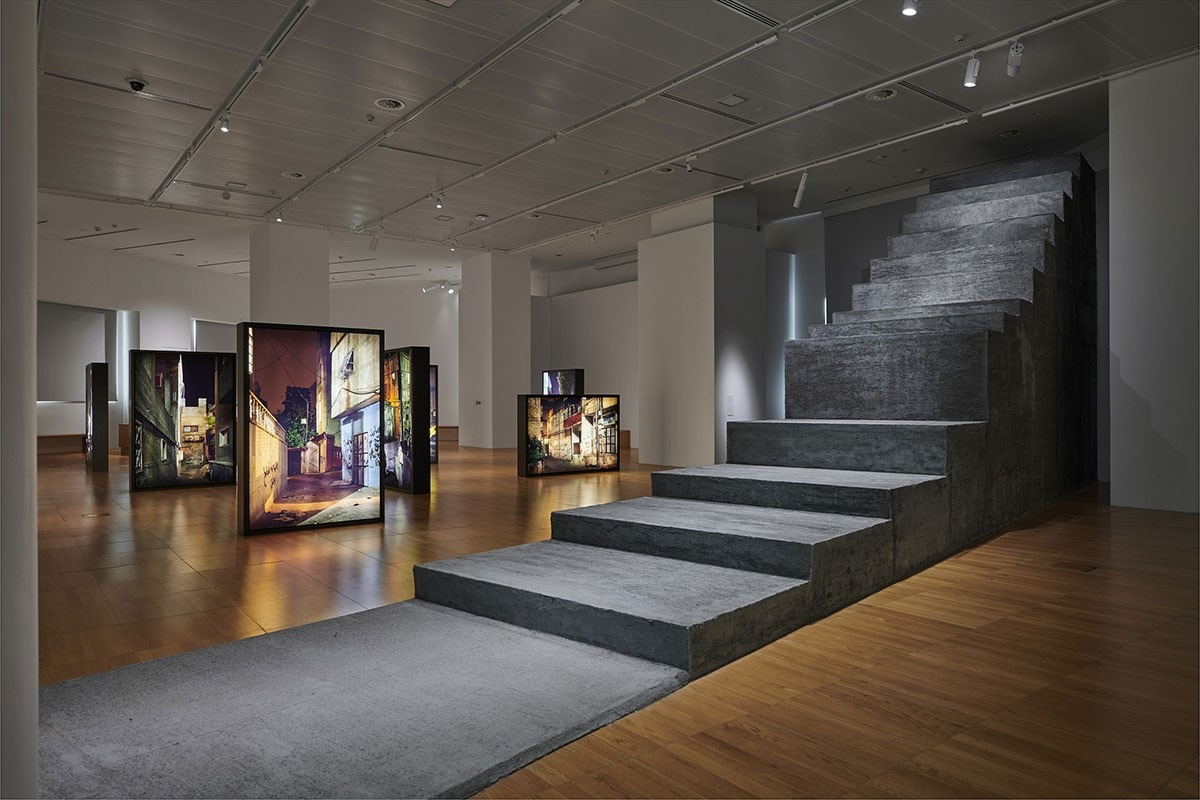
معرض الفنون في جامعة نيويورك أبو ظبي
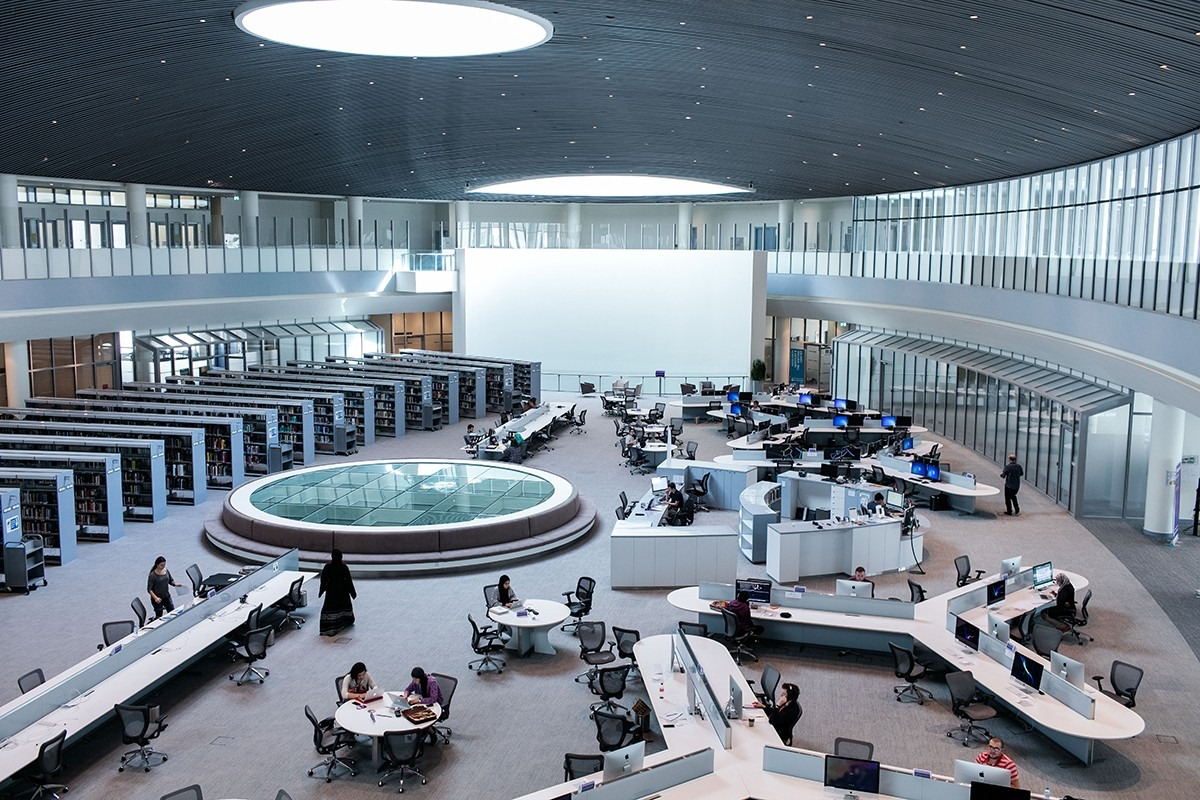
مكتبة في جامعة نيويورك أبو ظبي